# Dysderina termitophila
Dysderina termitophila är en spindelart som beskrevs av William Syer Bristowe 1938. Dysderina termitophila ingår i släktet Dysderina och familjen dansspindlar. Inga underarter finns listade i Catalogue of Life.